# トランスコバラミン
トランスコバラミン（英: Transcobalamin）とは、コバラミン（ビタミンB12）と結び付く輸送タンパク質である。
食餌中のビタミンB12は、胃から分泌された内因子と結合して回腸から吸収される。吸収されたビタミンB12は、トランスコバラミンと結合して血液中を運搬され、主に肝臓に貯蔵されることとなる。

## 参考
- Transcobalamins - eMedicine Dictionary
- Transcobalamins - MeSH・アメリカ国立医学図書館・生命科学用語シソーラス（英語）
- https://www.msdmanuals.com/ja-jp/%E3%83%97%E3%83%AD%E3%83%95%E3%82%A7%E3%83%83%E3%82%B7%E3%83%A7%E3%83%8A%E3%83%AB/09-%E6%A0%84%E9%A4%8A%E9%9A%9C%E5%AE%B3/%E3%83%93%E3%82%BF%E3%83%9F%E3%83%B3%E6%AC%A0%E4%B9%8F%E7%97%87-%E4%BE%9D%E5%AD%98%E7%97%87-%E3%81%8A%E3%82%88%E3%81%B3%E4%B8%AD%E6%AF%92/%E3%83%93%E3%82%BF%E3%83%9F%E3%83%B3b12%E6%AC%A0%E4%B9%8F%E7%97%87?redirectid=3990?ruleredirectid=30